# العصر الثالث

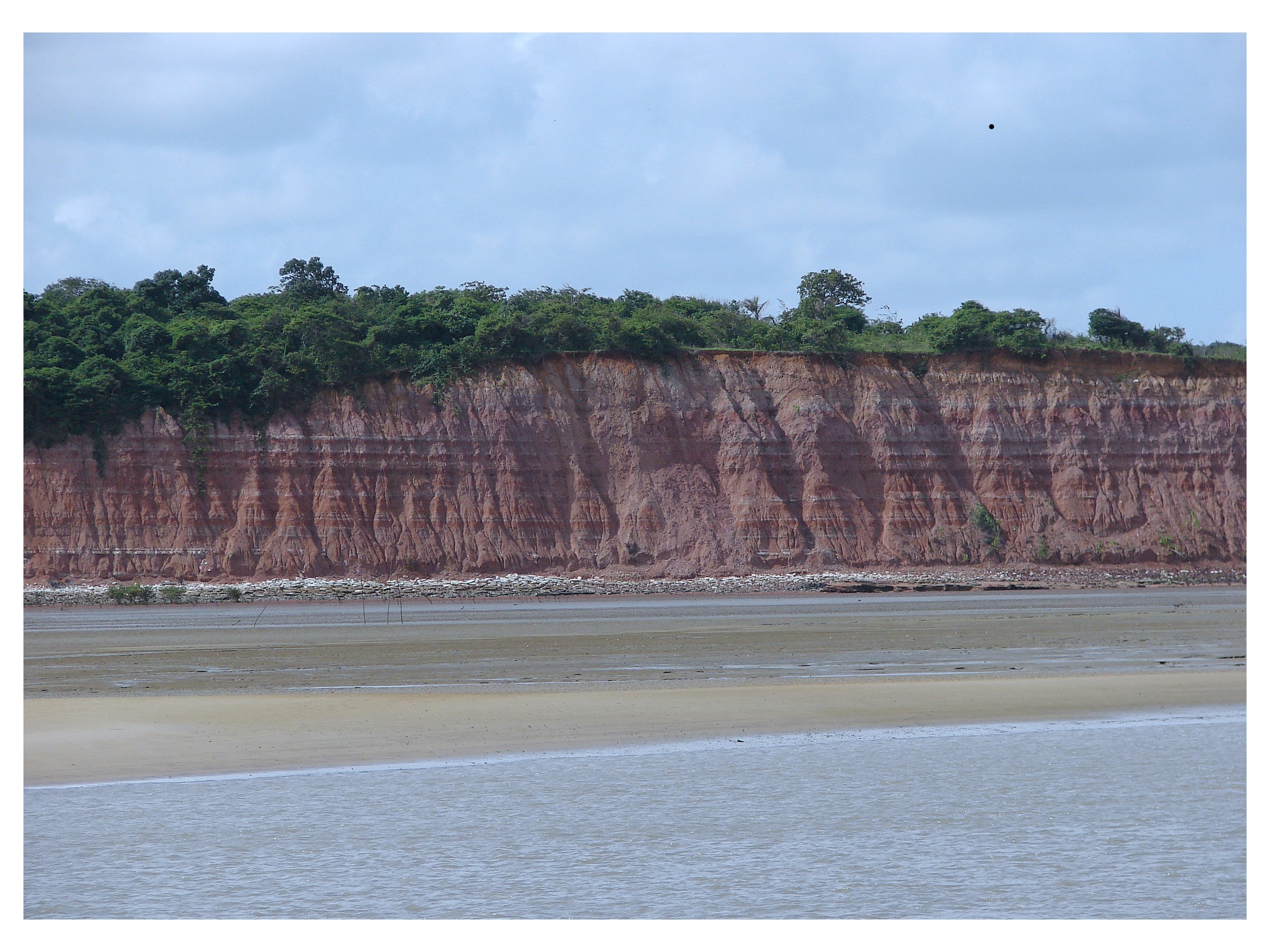

العصر الثالث (بالإنجليزية: Tertiary)‏ وهو مصطلح مهمل رسميا ولكن لا يزال يستخدم على نطاق واسع للفترة الجيولوجية ما بين 66 إلى 2.58 مليون سنة مضت، وهي فترة زمنية تقع بين العصر الطباشيري والرباعي في نطاق حقبة الحياة الحديثة. لم تعد تعترف اللجنة الدولية للطبقات بالعصر الثالث كوحدة رسمية، وقد قسمت هذه الفترة بين عصري الباليوجين والنيوجين من حقبة الحياة الحديثة.
بدأت هذه الفترة مع زوال الديناصورات الغير طيرية في حدث انقراض الطباشيري-الباليوجيني في بداية حقبة الحياة الحديثة، وتمتد إلى بداية العصر الجليدي الأخير في نهاية فترة البليوسين. ويشمل العصر الثالث أيضا بداية البليستوسين.